# 1. Klasse 1945-1946
L'edizione 1945-46 della Erste Klasse vide la vittoria finale del SK Rapid Wien. Fu la prima edizione del dopoguerra, con un'Austria tornata indipendente dalla Germania. Il campionato fu ampliato a 12 squadre includendo tutte le migliori squadre cadette del 1944 e del 1945, programmando il rientro a 10 club in un biennio.
Capocannoniere del torneo fu Ernst Stojaspal del FK Austria Wien con 34 reti.

## Classifica finale
|    | Classifica       | G  | V  | N | P  | GF  | GS  | Pt |
| -- | ---------------- | -- | -- | - | -- | --- | --- | -- |
| 1  | SK Rapid Wien    | 22 | 16 | 3 | 3  | 99  | 24  | 35 |
| 2  | FK Austria Wien  | 22 | 15 | 4 | 3  | 102 | 32  | 34 |
| 3  | SC Wacker        | 22 | 13 | 5 | 4  | 75  | 28  | 31 |
| 4  | Wiener Sportclub | 22 | 12 | 4 | 6  | 71  | 38  | 28 |
| 5  | First Vienna FC  | 22 | 12 | 3 | 7  | 82  | 41  | 27 |
| 6  | FC Wien          | 22 | 10 | 5 | 7  | 52  | 46  | 25 |
| 7  | Floridsdorfer AC | 22 | 8  | 4 | 10 | 56  | 62  | 20 |
| 8  | Wiener AC        | 22 | 8  | 4 | 10 | 37  | 49  | 20 |
| 9  | SK Admira Wien   | 22 | 7  | 5 | 10 | 45  | 61  | 19 |
| 10 | SC Helfort       | 22 | 7  | 5 | 10 | 39  | 56  | 19 |
| 11 | SC Rapid Oberlaa | 22 | 1  | 2 | 19 | 22  | 97  | 4  |
| 12 | ESV Ostbahn XI   | 22 | 1  | 0 | 21 | 11  | 157 | 2  |

## Verdetti
- SK Rapid Wien Campione d'Austria 1945-46.
- SC Helfort,SC Rapid Oberlaa e ESV Ostbahn XI retrocesse.